# Antonio Jakupčević
Antonio Jakupčević (Bjelovar, siječanj 1992.) hrvatski je glumac.
Rođen je u Bjelovaru u siječnju 1992. godine. Djetinjstvo je proveo u Malom Trojstvu. Otac mu je bio hrvatski branitelj koji se borio u Pakracu, a za krsnog kuma izabrao mu je 36 pripadnika 2. voda satnije Galebova, jer se nije mogao odlučiti samo za jednoga kuma.
Završio je srednju tehničku školu u Bjelovaru, a usporedno s njom i glazbenu školu, nakon čega je dvije godine studirao turkologiju i hungarologiju na Filozofskom fakultetu u Zagrebu, da bi naposljetku upisao studij glume i lutkarstva u Osijeku. Od 2017. godine stalni je član dramskog ansambla Hrvatskog narodnog kazališta u Osijeku. Istaknuo se u glavnoj ulozi u kazališnoj predstavi „Guslač od marcipana; Franjo Krežma: zapisi iz nepovrata”. te u glavnoj ulozi u predstavi „Dječak koji je govorio Bogu” na temu holokausta. Glumio je u manjim ulogama u više hrvatskih filmova i u televizijskoj seriji „Ko te šiša”. U sklopu projekta kulturnog turizma „Istra Inspirit” glumio je gusara Henryja Morgana u uprizorenju legende o Morganovom blagu.
Svira tamburu i klavir te zna izrađivati kazališne lutke.
U braku je od srpnja 2020. godine sa suprugom Mirnom, koja je također zaposlena u osječkom HNK-u.

## Filmografija

### Filmske uloge
- „Sveta obitelj” kao muškarac u krčmi (2023.)
- „Žena s gumenim rukavicama” kao Ilić (2023.)
- „Šesti autobus” kao poručnik (2022.)
- „Adam” kao policijski inspektor (2020.)
- „Poštarica Ruža” kao brat (2016.) (kratki film)

### Televizijske uloge
- „Ko te šiša” kao sljedbenik  (2016.)